# Alfa Romeo Alfasud

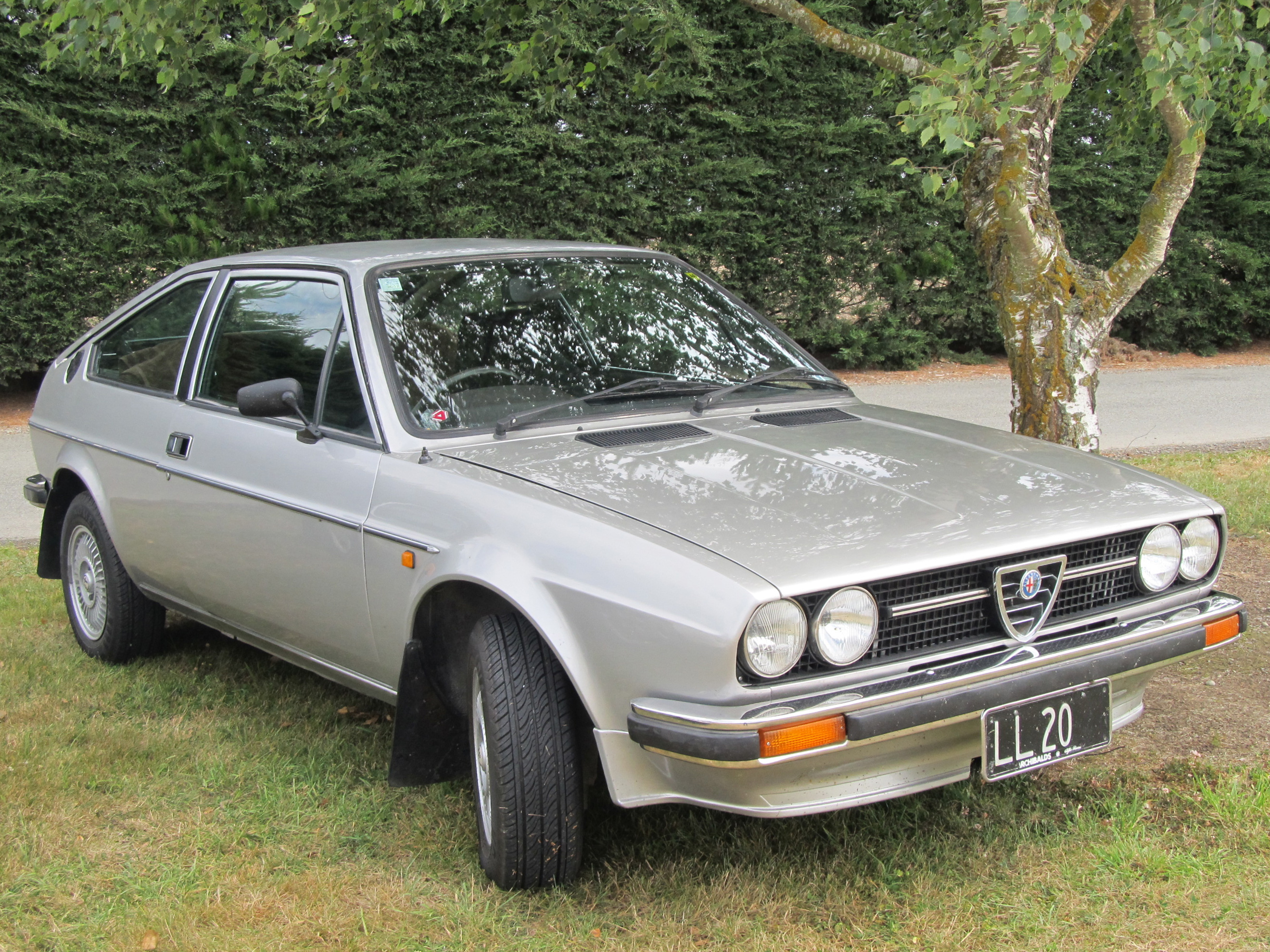
Alfa Romeo Alfasud Sprint

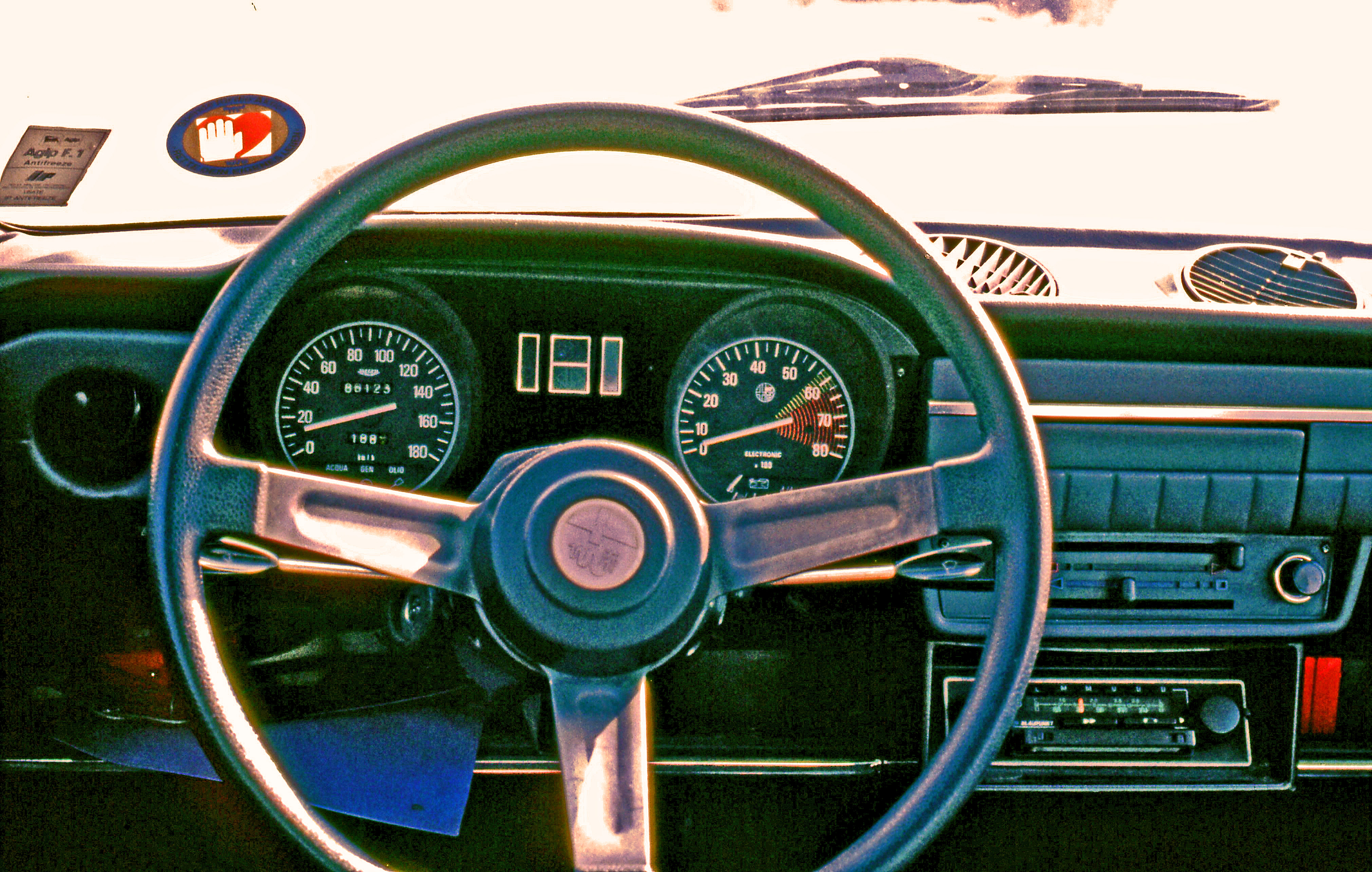
Instrumentbräda Alfa Romeo Alfasud

Alfa Romeo Alfasud var en personbil tillverkad av den italienska biltillverkaren Alfa Romeo mellan 1972 och 1983. Coupé-versionen Sprint tillverkades mellan 1976 och 1989.

## Bakgrund
I slutet av sextiotalet påbörjade Alfas ledning utvecklingen av en ny småbil. Ansvarig för projektet var Rudolf Hruska. Fiat hade visat vägen för hur moderna småbilar skulle byggas, genom att anamma Hundkoje-konceptet med framhjulsdrift och smart paketering på sina 127- och 128-modeller. Därför var det naturligt för Alfa att följa efter. Istället för att använda en tvärställd radmotor satsade Alfa Romeo på en kompakt boxermotor. 
Alfas ägare, italienska staten, bestämde att den nya småbilen skulle bli en del av ett industripolitiskt åtgärdspaket, med avsikt att utveckla industrin i de eftersatta, södra delarna av landet. Därför byggdes en helt ny fabrik i Neapel för att bygga den nya bilen, som fick namnet Alfasud, vilket betyder just "Alfa syd". Fordonen drabbades tidigt av en mängd kvalitetsrelaterade problem, däribland omfattande rostskador. I efterhand har många av de kvalitetsproblem som Alfasud drabbades av hänförts till att bilarna byggdes av människor med bristande utbildning, låg arbetsmoral och liten yrkeserfarenhet. [källa behövs]
Rostproblemen som drabbade bilarna hängde ihop med dålig kvalitet på det stål som användes, och att karosser under tillverkning förvarades utomhus, där de utsattes för salthaltig luft. När man försökte hindra rosten genom att fylla håligheter karossen med skum, gjorde det att fukt bands i skummet och förvärrade problemet. 

## Berlina
Det färdiga resultatet visades upp på Turin-salongen hösten 1971 och tillverkningen startade ett halvår senare. Först ut var en fyrdörrars sedan, som snart kompletterades med en tvådörrarsvariant. Karossen hade ritats av Giorgetto Giugiaro. Till 1973 kom en sportigare ti-version, med starkare motor och femväxlad växellåda och året därpå tillkom en liten kombi, kallad Giardinetta, den första kombibil som Alfa byggt i egen regi.
Till 1981 genomgick Alfasuden en uppgradering och fick bland annat den halvkombilucka som karossformen antytt redan från början.
Produktionen uppgick till 1 017 000 bilar.

## Sprint
1976 introducerades coupé-modellen Alfasud Sprint, även denna ritad av Giorgetto Giugiaro.  Den sportigare varianten ärvde Alfasudens erkänt fina vägegenskaper och såldes bara med de starkare ti- och Veloce-motorerna.
Efter att familjebilarna lagts ned 1983 fortsatte Sprinten att tillverkas under hela åttiotalet, nu som Alfa Romeo Sprint. Den utvecklades parallellt med Alfasuds ersättare Alfa 33 och drog nytta av de nyheter som infördes på denna.
Produktionen uppgick till 123 200 Sprint.

## Motor
Alfasuden har en fyrcylindrig boxermotor med en överliggande kamaxel per cylinderrad. Tidiga prototyper var försedda med tvärställda versioner av Alfas traditionella radmotor. Men boxermotorns kompakta form gjorde att man kunde spara plats genom att placera den framför differentialväxeln och växellådan. På köpet fick man låg tyngdpunkt och goda vägegenskaper. 
Cylindervolymen växte med åren från 1,2 till 1,7 liter i de sista Sprint-vagnarna och de starkaste versionerna hade dubbla Weberförgasare. Den starkaste TI:n var på 1,5 liter och 105 hk (95 i Sverige, såld endast 1983)
Versioner:
| Modell     | Årsmodell | Motor                 | Cylindervolym | Effekt | Bränslesystem          | Anm.        |
| ---------- | --------- | --------------------- | ------------- | ------ | ---------------------- | ----------- |
| 1.2        | 1972-80   | 4-cyl boxermotor SOHC | 1186 cm³      | 63 hk  | Enkel Solex-förgasare  |             |
| 1.2 ti     | 1973-79   | 4-cyl boxermotor SOHC | 1186 cm³      | 68 hk  | Enkel Weber-förgasare  |             |
| 1.3 ti     | 1976-77   | 4-cyl boxermotor SOHC | 1286 cm³      | 75 hk  | Enkel Weber-förgasare  |             |
| 1.3        | 1978-83   | 4-cyl boxermotor SOHC | 1351 cm³      | 71 hk  | Enkel Solex-förgasare  |             |
| 1.3 ti     | 1978-83   | 4-cyl boxermotor SOHC | 1351 cm³      | 79 hk  | Enkel Weber-förgasare  |             |
| 1.3 Veloce | 1979-87   | 4-cyl boxermotor SOHC | 1351 cm³      | 86 hk  | Dubbla Weber-förgasare |             |
| 1.5 ti     | 1978-87   | 4-cyl boxermotor SOHC | 1490 cm³      | 84 hk  | Enkel Weber-förgasare  |             |
| 1.5 Veloce | 1979-83   | 4-cyl boxermotor SOHC | 1490 cm³      | 95 hk  | Dubbla Weber-förgasare |             |
| 1.5 QV     | 1983-87   | 4-cyl boxermotor SOHC | 1490 cm³      | 105 hk | Dubbla Weber-förgasare |             |
| 1.7 QV     | 1987-89   | 4-cyl boxermotor SOHC | 1712 cm³      | 118 hk | Dubbla Weber-förgasare |             |
| 1.7 ie     | 1988-89   | 4-cyl boxermotor SOHC | 1712 cm³      | 105 hk | Bränsleinsprutning     | Katalysator |